# Johann Heinrich Dölle
Johann Heinrich Dölle  (* 3. Oktober 1772 in Abtsbessingen (Thüringen); † 26. September 1826 in Cuxhaven) war ein deutscher Pädagoge.

## Biografie
Dölle ist der Vater des späteren Hoteliers August Dölle; seine Erben sind auch aktuell Hoteliers.

Er studierte u. a. Pädagogik an der Universität Tübingen und der Universität Halle. Er war als Pädagoge in Hamburg tätig und führte in Hamburg-Wandsbek eine pädagogisch fortschrittliche Privatschule. Er unterrichtete hier die Söhne des Ritzebütteler Amtmanns und Senators Amandus Augustus Abendroth. 1807 wurde er von dem aufklärerischen Philologen Johann Gottfried Gurlitt an die Gelehrtenschule des Johanneums in Hamburg berufen.
Amtmann Abendroth gründete 1810 die Höhere Bürgerschule zu Ritzebüttel und berief Dölle zum Rektor der Schule. Daraus wurde das humanistische Amandus-Abendroth-Gymnasium, heute an der	
Abendrothstraße. Nach 16 Jahren als Rektor verstarb er an den Folgen des Marschenfiebers.

## Ehrungen
- 1966 wurde die Rektor-Dölle-Straße zwischen Schulstraße und Westerwischweg nach ihm benannt.[2]